# John Kinsella
John Kinsella (født 8. april 1932 i Dublin, død 9. november 2021) var en irsk komponist og bratschist.
Kinsella studerede kort bratsch og komposition på Dit Conservatory of Music and Drama. Han var ellers primært selvlært som komponist. Kinsella hører til sin tids fremmeste komponister og symfonikere i Irland. Han har komponeret elve symfonier, orkesterværker, koncerter for mange instrumenter, vokalværker, kammermusik, fem strygerkvartetter etc. Han regnes primært for at høre til avantgarden og den serialistiske stilretning i sin kompositionsform, men bevæger sig rundt i alle genrer af klassisk musik. Han var medstifter og seniorleder af Music Department of RTÈ (Irsk radio og tv).

## Udvalgte værker
- Symfoni nr. 1 (1984) - for orkester
- Symfoni nr. 2 (1988) - for orkester
- Symfoni nr. 3 Livsglæde (1990) - for orkester
- Symfoni nr. 4 De fire provinser (1991) - for orkester
- Symfoni nr. 5 De 1916 Poeter (1992) - for baryton, fortæller og orkester
- Symfoni nr. 6 (1993) - for orkester
- Symfoni nr. 7 (1997) - for blandet ordløst kor og orkester
- Symfoni nr. 8 Ind i det nye årtusinde (1999) (Liturgisk) - for tre drengesopraner og orkester
- Symfoni nr. 9 (2004) - for strygeorkester
- Symfoni nr. 10 (2012) - for orkester
- Symfoni nr. 11 (2019) - for orkester
- to violinkoncerter (1981, 1989)
- to cellokoncerter (1967, 2000)
- fem strygekvartetter (1960, 1968, 1977, 1993, 2013)